# Santorre de Rossi di Santa Rosa
Santorre de Rossi di Santa Rosa (ur. 21 kwietnia 1894 w Wenecji, zm. 24 marca 1981 w Rzymie) – włoski jeździec sportowy, olimpijczyk.
Brał udział w skokach indywidualnych na Letnich Igrzyskach Olimpijskich 1920, które odbyły się w Antwerpii, zajmując 7. miejsce.